# Flèche d'Émeraude
La Flèche d'Émeraude era una corsa in linea maschile di ciclismo su strada, svoltasi nel 2011 e nel 2012 nel territorio intorno a Saint-Malo, nella regione francese della Bretagna. Nelle due stagioni in cui venne organizzata, fu inclusa nel calendario del circuito UCI Europe Tour come prova di classe 1.1.

## Albo d'oro
Aggiornato all'edizione 2012.
| Anno | Vincitore       | Secondo        | Terzo             |
| ---- | --------------- | -------------- | ----------------- |
| 2011 | Tony Gallopin   | Jure Kocjan    | Francesco Ginanni |
| 2012 | Roberto Ferrari | Nacer Bouhanni | Jimmy Engoulvent  |